# Papilionoidea

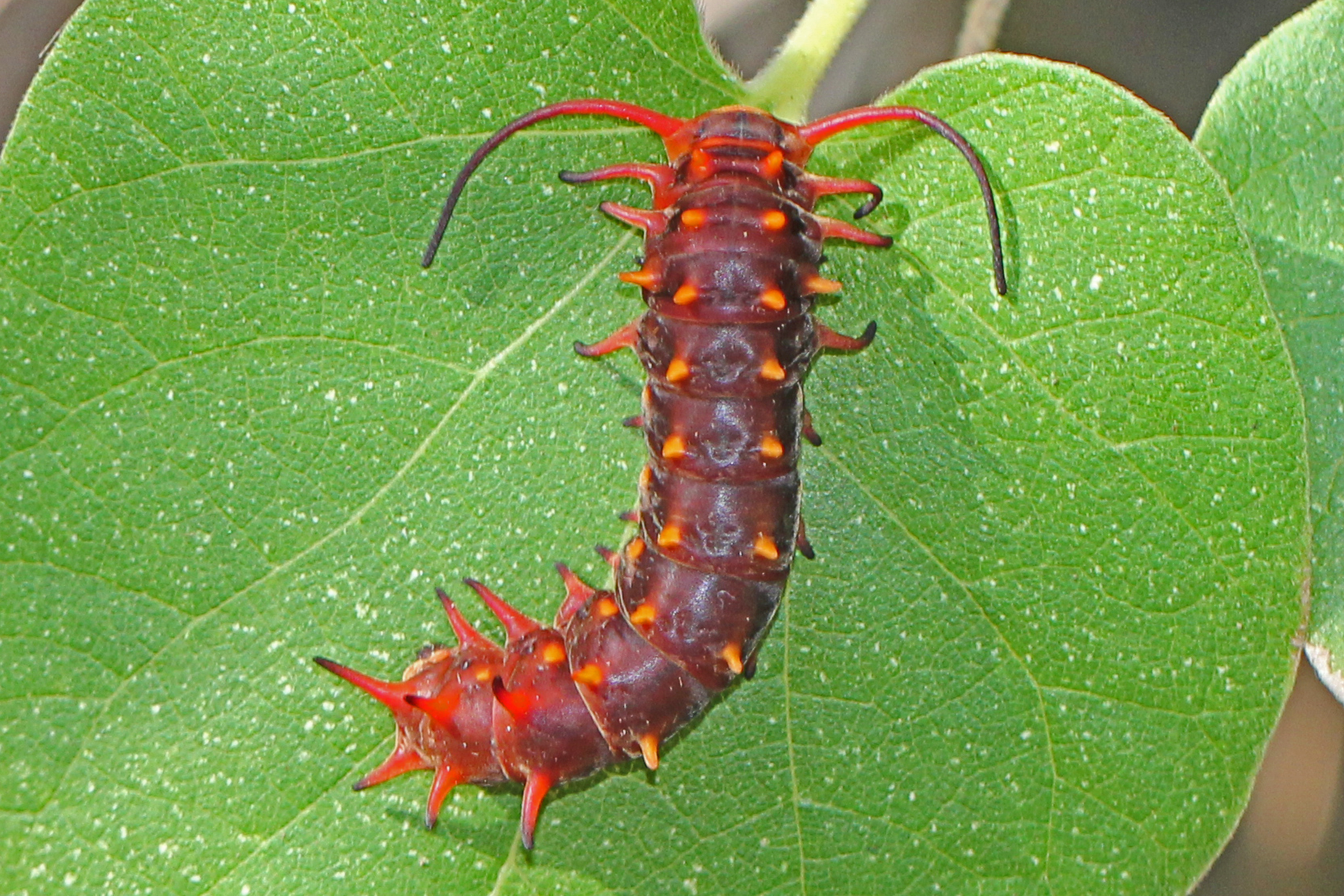
Battus philenor, oruga

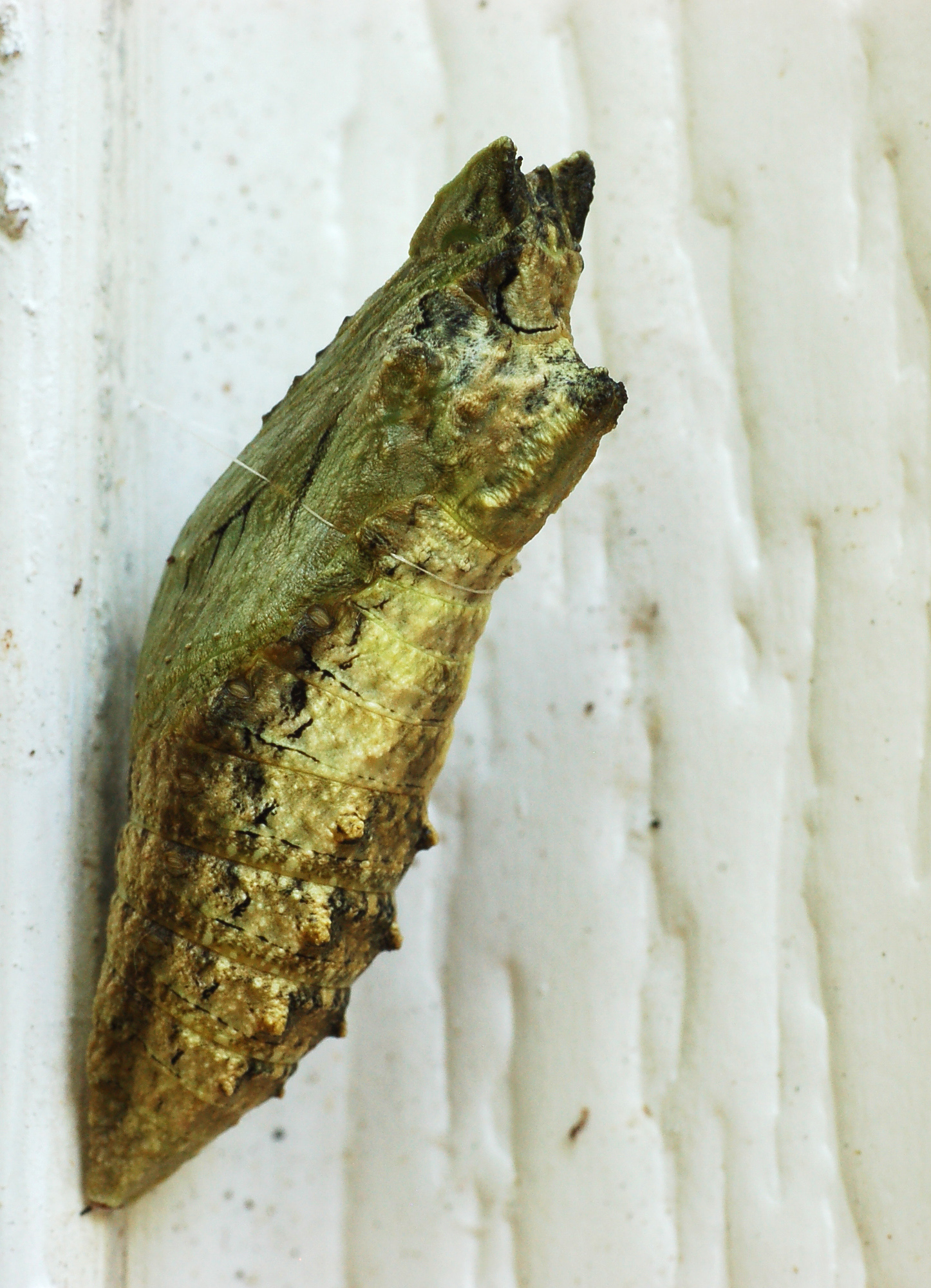
Papilio polyxenes, pupa

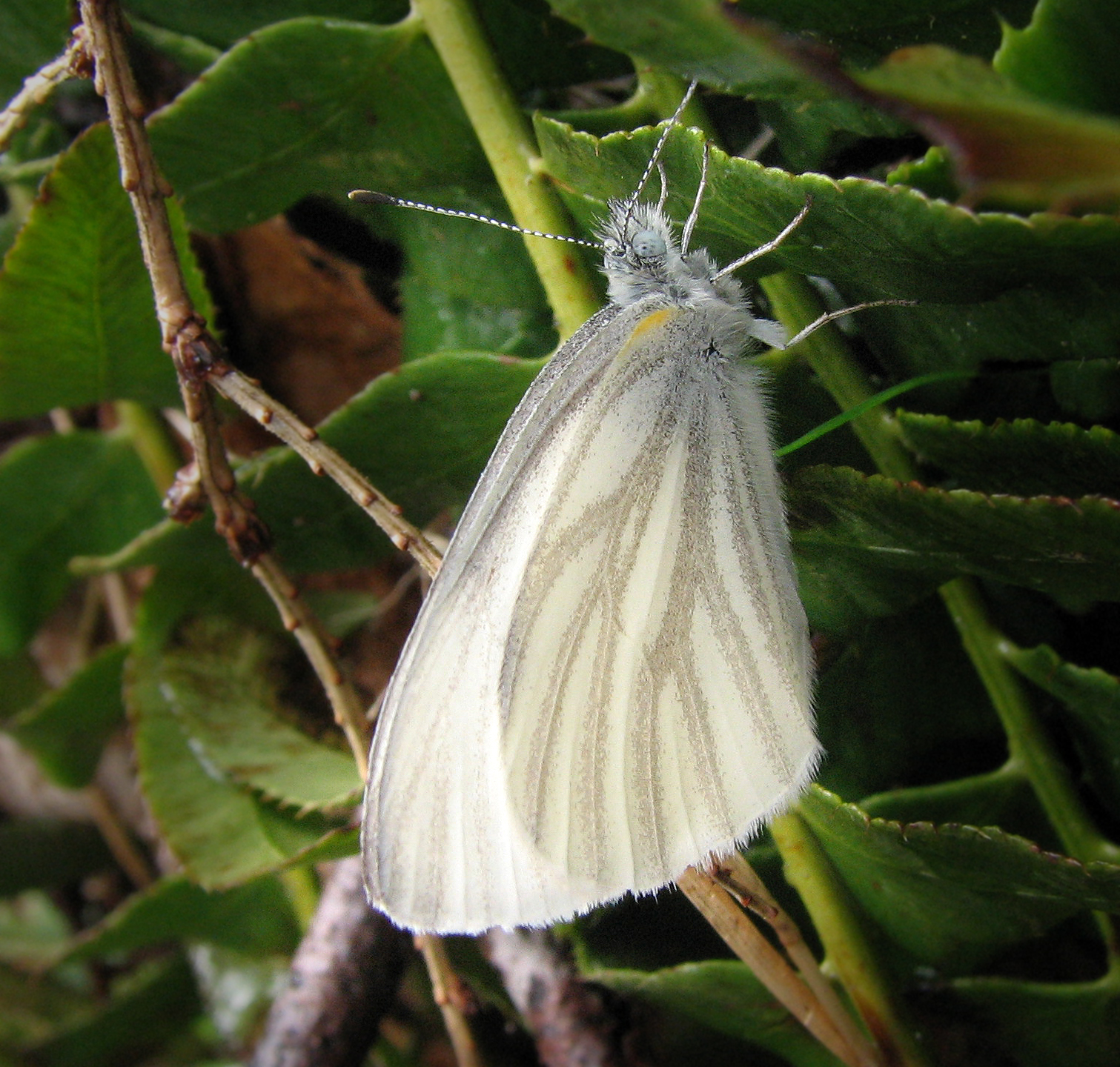
Pieris virginiensis, Pieridae

Los papilionoideos (Papilionoidea) son una superfamilia monofilética de lepidópteros ditrisios que incluye todas las familias de mariposas diurnas. Su circunscripción actual coincide con la delimitación tradicional del suborden Rhopalocera, y sugiere que las superfamilias Hesperioidea y Hedyloidea no son válidas.

## Nomenclatura
Durante muchos años, los ropalóceros tuvieron el rango taxonómico de suborden en el que se incluían las mariposas diurnas, en contraposición del suborden Heterocera, o mariposas nocturnas (polillas, falenas y otras, o "moths" para los anglófonos). Esta antigua división de los lepidópteros en dos subórdenes ha quedado superada por la cladística moderna que ha demostrado que se trataba de una clasificación artificial y, en la actualidad, los lepidópteros se subdividen en los subórdenes Aglossata, Glossata, Heterobathmiina y Zeugloptera. El término ropalócero es frecuentemente utilizado, pero inapropiado según las reglas de nomenclatura y el conocimiento actual sobre el grupo. Se ha demostrado que el clado conformado por las seis familias de mariposas diurnas forman un grupo monofilético junto con la familia Hedylidae, a este grupo se le ha asignado el rango de superfamilia y el nombre correcto es Papilionoidea.
La característica que se usaba para separar a los ropalóceros de los heteróceros era la forma de las antenas; en la mayoría de los ropalóceros las antenas son largas, delgadas y acaban un engrosamiento o maza, mientras que en los heteróceros, las antenas tienen formas muy diversas y variadas según las familias.

## Familias de Papilionoidea
Según la clasificación tradicional, Papilionoidea incluía cinco familias:
- Familia Papilionidae
- Familia Pieridae
- Familia Lycaenidae
- Familia Riodinidae
- Familia Nymphalidae

Pero la circunscripción actual, agrega a las familias Hesperiidae y Hedylidae, anteriormente consideradas como superfamilias independientes (Hesperioidea y Hedyloidea respectivamente).

## Evolución y Biogeografía
Los análisis filogenéticos recientes sugieren que todas las siete familias forman un clado monofilético, con los Papilionidae como grupo hermano del resto de las familias de Lepidoptera:
|  | Hedylidae   |
|  |             |
|  | Hesperiidae |
|  |             |

|  | Pieridae                                                  |
|  |                                                           |
|  | Nymphalidae                                               |
|  |                                                           |
|  | \| \| Lycaenidae \| \| \| \| \| \| Riodinidae \| \| \| \| |
|  |                                                           |
|  | Lycaenidae                                                |
|  |                                                           |
|  | Riodinidae                                                |
|  |                                                           |

|  | Lycaenidae |
|  |            |
|  | Riodinidae |
|  |            |

|  | Hedylidae   |
|  |             |
|  | Hesperiidae |
|  |             |

|  | Pieridae                                                  |
|  |                                                           |
|  | Nymphalidae                                               |
|  |                                                           |
|  | \| \| Lycaenidae \| \| \| \| \| \| Riodinidae \| \| \| \| |
|  |                                                           |
|  | Lycaenidae                                                |
|  |                                                           |
|  | Riodinidae                                                |
|  |                                                           |

|  | Lycaenidae |
|  |            |
|  | Riodinidae |
|  |            |

|  | Hedylidae   |
|  |             |
|  | Hesperiidae |
|  |             |

|  | Pieridae                                                  |
|  |                                                           |
|  | Nymphalidae                                               |
|  |                                                           |
|  | \| \| Lycaenidae \| \| \| \| \| \| Riodinidae \| \| \| \| |
|  |                                                           |
|  | Lycaenidae                                                |
|  |                                                           |
|  | Riodinidae                                                |
|  |                                                           |

|  | Lycaenidae |
|  |            |
|  | Riodinidae |
|  |            |

|  | Hedylidae   |
|  |             |
|  | Hesperiidae |
|  |             |

|  | Pieridae                                                  |
|  |                                                           |
|  | Nymphalidae                                               |
|  |                                                           |
|  | \| \| Lycaenidae \| \| \| \| \| \| Riodinidae \| \| \| \| |
|  |                                                           |
|  | Lycaenidae                                                |
|  |                                                           |
|  | Riodinidae                                                |
|  |                                                           |

|  | Lycaenidae |
|  |            |
|  | Riodinidae |
|  |            |

|  | Hedylidae   |
|  |             |
|  | Hesperiidae |
|  |             |

|  | Pieridae                                                  |
|  |                                                           |
|  | Nymphalidae                                               |
|  |                                                           |
|  | \| \| Lycaenidae \| \| \| \| \| \| Riodinidae \| \| \| \| |
|  |                                                           |
|  | Lycaenidae                                                |
|  |                                                           |
|  | Riodinidae                                                |
|  |                                                           |

|  | Lycaenidae |
|  |            |
|  | Riodinidae |
|  |            |

|  | Hedylidae   |
|  |             |
|  | Hesperiidae |
|  |             |

|  | Pieridae                                                  |
|  |                                                           |
|  | Nymphalidae                                               |
|  |                                                           |
|  | \| \| Lycaenidae \| \| \| \| \| \| Riodinidae \| \| \| \| |
|  |                                                           |
|  | Lycaenidae                                                |
|  |                                                           |
|  | Riodinidae                                                |
|  |                                                           |

|  | Lycaenidae |
|  |            |
|  | Riodinidae |
|  |            |

|  | Hedylidae   |
|  |             |
|  | Hesperiidae |
|  |             |

|  | Pieridae                                                  |
|  |                                                           |
|  | Nymphalidae                                               |
|  |                                                           |
|  | \| \| Lycaenidae \| \| \| \| \| \| Riodinidae \| \| \| \| |
|  |                                                           |
|  | Lycaenidae                                                |
|  |                                                           |
|  | Riodinidae                                                |
|  |                                                           |

|  | Lycaenidae |
|  |            |
|  | Riodinidae |
|  |            |

|  | Hedylidae   |
|  |             |
|  | Hesperiidae |
|  |             |

|  | Pieridae                                                  |
|  |                                                           |
|  | Nymphalidae                                               |
|  |                                                           |
|  | \| \| Lycaenidae \| \| \| \| \| \| Riodinidae \| \| \| \| |
|  |                                                           |
|  | Lycaenidae                                                |
|  |                                                           |
|  | Riodinidae                                                |
|  |                                                           |

|  | Lycaenidae |
|  |            |
|  | Riodinidae |
|  |            |

Seis de las siete familias de Papilionoidea están distribuidas por todo el mundo. Hedylidae es la única familia restringida a la región Neotropical, y al menos tres de las otras familias (Nymphalidae, Hesperiidae y Riodinidae) tienen mayor riqueza en esta región. Lycaenidae tiene una mayor riqueza en la región Afrotropical, mientras que Papilionidae y Pieridae son más ricas en la región Oriental.

## Interacciones bióticas

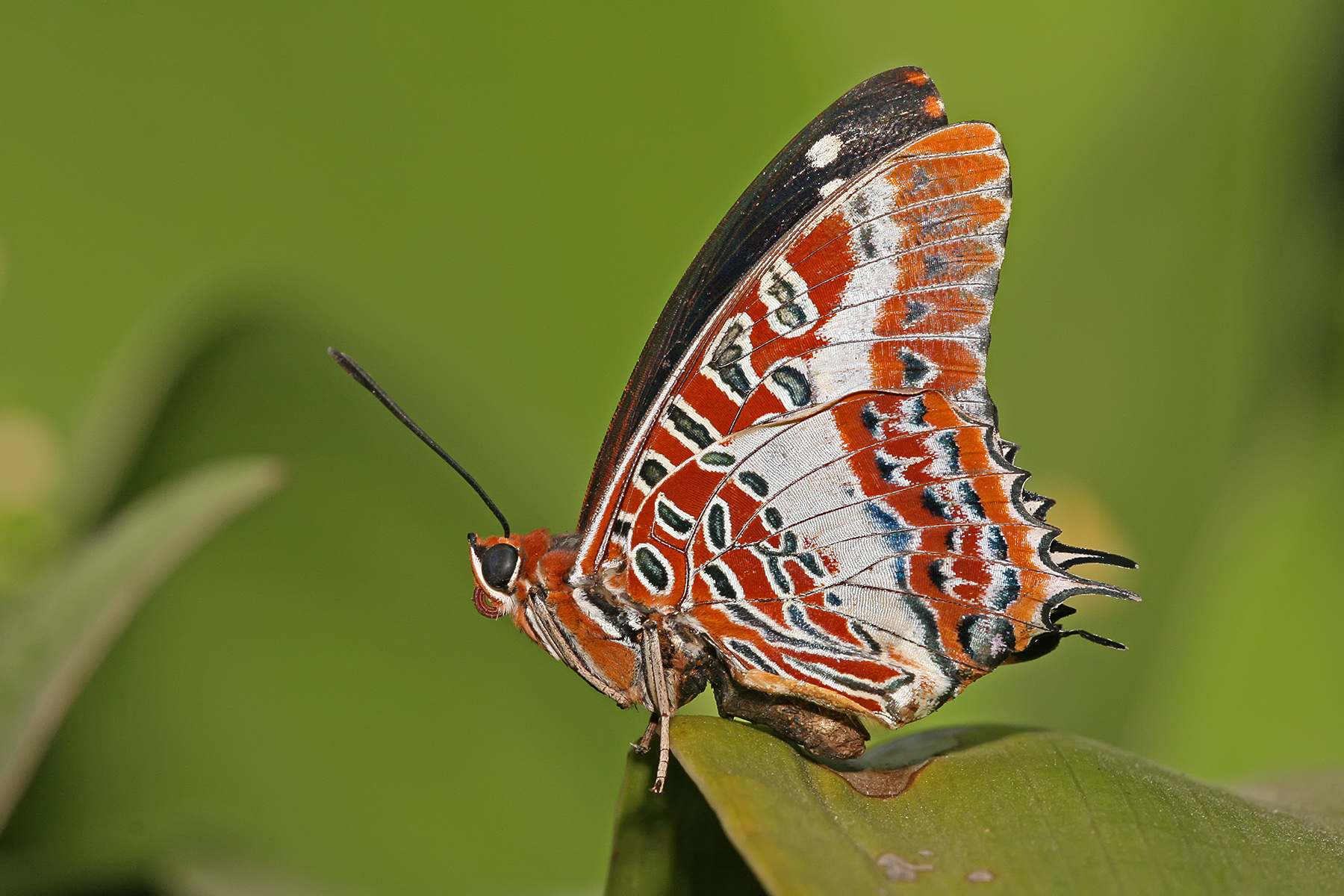
Mariposa de la subfamilia Charaxinae.

Las larvas de las mariposas de la superfamilia Papilionoidea se han reportado comiendo en más de 6000 especies de plantas de al menos de 2200 géneros y 212 familias, incluyendo 204 familias de plantas angiospermas. Solamente 260 especies han sido reportadas en plantas no angiospermas o utilizando recursos alternativos. Dentro de las angiospermas, todas las siete familias, y al menos 36 de las 41 subfamilias de papilionoidea han sido reportadas comiendo en el grupo de órdenes de las rósidas (fábidas y málvidas según el APG III), dentro de este grupo la familia Fabaceae es la que se ha reportado más frecuentemente. La familia Poaceae, dentro de las plantas monocotiledóneas, es la segunda familia más frecuentemente reportada como planta hospedera para las mariposas de tres subfamilias de Hesperiidae y la subfamilia Satyrinae (Nymphalidae).